# Poney de sport tchèque
Le poney de selle tchèque (tchèque : Ceskýš sportovní pony) est une race de poneys de sport originaire de Tchéquie.

## Histoire
Il est également nommé « poney de selle tchécoslovaque ». La race est développée à partir des années 1980 sur une jumenterie comptant des Hanovriens, Arabes, poneys de sport slovaques et des Huçul, croisée à des étalons welshes,. Les poneys résultant de cette première génération de croisements ont pr la suite été re-croisés avec le Welsh. Le stud-book est créé en 2001.

## Description
Le guide Delachaux (2016) indique une taille de 1,11 m à 1,48 m, l'ouvrage de CAB International indiquant une fourchette très différente, de 1,37 m à 1,40 m. Le modèle est celui du poney de sport léger, et la robe serait le plus souvent alezane, baie, grise ou noire.
La sélection de la race est assurée par l'Association tchèque des sociétés d'éleveurs de chevaux (ASCHK), qui vise la production d'un poney de sport pour les enfants et adolescents,.

## Diffusion de l'élevage
La race est indiquée comme rare sur la base de données DAD-IS. En 2017, les effectifs recensés se situent entre 1 250 et 1 300 têtes. Certaines naissances s'effectuent par insémination artificielle.